# كأس رابطة الأندية الإنجليزية المحترفة 1988–89
كأس رابطة الأندية الإنجليزية المحترفة 1988–89 (بالإنجليزية: 1988–89 Football League Cup)‏ هو موسم من كأس رابطة الأندية الإنجليزية المحترفة. كان عدد الأندية المشاركة فيه 92، وفاز فيه نوتينغهام فورست.